# Championnats d'Europe de BMX 2025
Navigation
Édition précédente Édition suivante
Les championnats d'Europe de BMX 2025 ont lieu du 10 au 13 juillet 2025 à Valmiera en Lettonie.

## Podiums
| Épreuves            | Or                   | Argent            | Bronze           |
| ------------------- | -------------------- | ----------------- | ---------------- |
| Épreuves masculines |                      |                   |                  |
| Élites              | Mathis Ragot Richard | Arthur Pilard     | Sylvain André    |
| Moins de 23 ans     | Jason Noordam        | Casper Pipers     | Edgars Langmanis |
| Juniors             | Kristers Apels       | Jesse Wahlberg    | Mark Lüthi       |
| Épreuves féminines  |                      |                   |                  |
| Élites              | Bethany Shriever     | Merel Smulders    | Laura Smulders   |
| Moins de 23 ans     | Veronika Stūriška    | Michelle Wissing  | Sabina Košárková |
| Juniors             | Freia Challis        | Elsa Rendall Todd | Lola De Oliveira |

## Tableau des médailles
| Rang  | Nation          | Or | Argent | Bronze | Total |
| ----- | --------------- | -- | ------ | ------ | ----- |
| 1     | Grande-Bretagne | 2  | 1      | 0      | 2     |
| 2     | Lettonie        | 2  | 0      | 1      | 3     |
| 3     | Pays-Bas        | 1  | 3      | 1      | 5     |
| 4     | France          | 1  | 1      | 2      | 4     |
| 5     | Suède           | 0  | 1      | 0      | 1     |
| 6     | Suisse          | 0  | 0      | 1      | 1     |
| 6     | Tchéquie        | 0  | 0      | 1      | 1     |
| Total | Total           | 6  | 6      | 6      | 18    |